# Улица Карла Маркса (Торопец)
Улица Карла Маркса — улица в городе Торопец Тверской области.

## Расположение
Улица Карла Маркса начинается от Заводской площади 56°29′29″ с. ш. 31°37′27″ в. д., пересекает улицы Кутузова и Суворова, Стрелецкую и Советскую. После пересечения с Советской, от улицы отходит улица Некрасова. Далее улица Карла Маркса пресекает улицу Ленина, 1 мая и Володарского.

## Застройка
Тринадцать домов улицы являются памятниками исторического и культурного наследия:
- дом 34-а —  памятник архитектуры Дом жилой, середина XVIII века
- дом 36 —  памятник архитектуры Дом жилой, 1-я половина XIX века
- дом 38 —  памятник архитектуры Дом жилой, конец XVIII — начало XIX веков
- дом 40 —  памятник архитектуры Дом жилой, 2-я половина XVIII века
- дом 46 —  памятник архитектуры Дом жилой, 1-я половина XVIII века
- дом 48 —  памятник архитектуры Дом жилой, XVIII—XIX веков
- дом 49 —  памятник архитектуры Дом жилой, 1780-е годы
- дом 51 —  памятник архитектуры Дом жилой, 1780-е годы
- дом 50 —  памятник архитектуры Усадьба, середина XIX века
- дом 58 —  памятник архитектуры Хозяйственная постройка конец XVIII — начало XIX веков
- дом 60 —  памятник архитектуры Дом жилой, конец XVIII века
- дом 62 —  памятник архитектуры Дом жилой, XVIII—XIX веков
- дом 64 —  памятник архитектуры Дом жилой, 1830-е годы